# La muerte y la doncella (película)
La muerte y la doncella es una película franco-británica de drama-suspense de 1994 dirigida por Roman Polanski y protagonizada por Sigourney Weaver, Ben Kingsley y Stuart Wilson. Está basada en la obra homónima del dramaturgo argentino-chileno Ariel Dorfman.

## Sinopsis
Durante el periodo dictatorial de un país sudamericano, Paulina Escobar (Sigourney Weaver) fue torturada y violada por sus captores. A pesar de las torturas no delató nunca a su entonces novio, Gerardo Escobar (Stuart Wilson), que participaba activamente en la oposición al régimen como editor de un diario clandestino. Más tarde contrajeron matrimonio y se asentaron en la costa.
Un día, Gerardo tiene problemas con uno de los neumáticos de su automóvil y un desconocido lo lleva a su casa. Una vez allí, Paulina reconoce la voz del hombre como la de su torturador. Confiando en su oído, porque en las torturas llevaba los ojos vendados, y en evidencias descubiertas en el momento, logra hacerle confesar y al mismo tiempo convencer a su incrédulo esposo.

## Elenco
- Sigourney Weaver como Paulina Escobar
- Ben Kingsley como el Dr. Roberto Miranda
- Stuart Wilson como Gerardo Escobar

## Título
El torturador de la protagonista, Paulina, escuchaba La muerte y la doncella, de Franz Schubert, durante las sesiones de tortura; de ahí el título de la película y la recurrente aparición de esta pieza durante todo el metraje.